# Sugar (canção de Flo Rida)
"Sugar" é uma canção electro-pop do rapper americano Flo Rida com participação da cantora Wynter. A canção foi lançada como o single do álbum segundo oficial em 17 de março de 2009 como download digital. A música foi escrita por Flo Rida e The Jackie Boyz e foi produzida por DJ Montay para o segundo álbum de estúdio do rapper, R.O.O.T.S. (2009).
O refrão da canção possui um sample da canção "Blue (Da Ba Dee)" pelo grupo de música italiano Eiffel 65. O canção se tornou o segundo single do álbum a entrar como Top 10 na Billboard Hot 100, alcançando a quarta posição no gráfico, influenciada pelo alto número de vendas de downloads digitais. O single também foi bem sucedido em outros países, atingindo o top 10 no Canadá e em outras categorias da Billboard. Após o sucesso da canção nos Estados Unidos, a canção foi lançada em 25 de maio de 2009, no Reino Unido.

## Posições
| Posições (2009)                                | Melhor posição |
| ---------------------------------------------- | -------------- |
| O campo songid é OBRIGATÓRIO PARA PARADA ALEMÃ | 37             |
| Austrália (ARIA)                               | 20             |
| Áustria (Ö3 Austria Top 75)                    | 28             |
| Bélgica (Ultratop 50 de Flandres)              | 40             |
| Bélgica (Ultratop 50 da Valônia)               | 21             |
| Canadá (Canadian Hot 100)                      | 8              |
| Europa (Billboard European Hot 100 Singles)    | 19             |
| Estados Unidos (Billboard Hot 100)             | 4              |
| Estados Unidos (Billboard Mainstream Top 40)   | 8              |
| Estados Unidos (Billboard R&B/Hip-Hop Songs)   | 100            |
| Japão (Japan Hot 100)                          | 46             |
| Estados Unidos (Billboard Hot Rap Songs)       | 10             |
| Finlândia (Suomen virallinen lista)            | 7              |
| França (SNEP)                                  | 9              |
| Hungria (Rádiós Top 40)                        | 25             |
| Hungria (Dance Top 40)                         | 30             |
| Irlanda (IRMA)                                 | 14             |
| Países Baixos (Dutch Top 40)                   | 13             |
| Países Baixos (Single Top 100)                 | 39             |
| Nova Zelândia (Recorded Music NZ)              | 26             |
| República Checa (Rádio Top 100)                | 5              |
| Reino Unido (UK Singles Chart)                 | 18             |
| Eslováquia (Rádio Top 100)                     | 18             |
| Suécia (Sverigetopplistan)                     | 31             |
| Suíça (Schweizer Hitparade)                    | 40             |

### Tabela anual
| Posições (2009)                    | Posições |
| ---------------------------------- | -------- |
| Hungria - Hungarian Singles Chart  | 106      |
| Reino Unido - UK Singles Chart     | 132      |
| Estados Unidos - Billboard Hot 100 | 58       |